# 埃利亚斯·施泰因
埃利亚斯·梅纳凯姆·施泰因（英語：Elias Menachem Stein，1931年1月13日—2018年12月23日），美国数学家。他是调和分析的领军人物之一，自1963年至去世一直担任普林斯顿大学的数学教授。

## 生平
施泰因出生于比利时安特卫普的一个犹太家庭。在德国1940年入侵后，施泰因举家迁往美国纽约。他于1949年毕业于史岱文森高中，后来的菲尔兹奖得主保罗·寇恩曾是他的同学，之后他进入芝加哥大学学习。1955年施泰因在Antoni Zygmund的指导下获得芝加哥大学博士学位并开始在麻省理工学院授课。1958年成为芝加哥大学助理教授，1963年成为普林斯顿大学终身教授。
施泰因著有多本调和分析教材，通常被认为是该领域的标准参考书。他在普林斯顿大学所教授的分析课程被整理成普林斯顿本科分析系列教材。施泰因发展了现代的傅里叶分析理论；并指导过大量的研究生，包括两位菲尔兹奖得主查尔斯·费夫曼和陶哲轩。
他在1984年和2002年获得斯蒂尔奖，于1993年获得肖克奖，于1999年获得沃尔夫奖，于2001年获得美国国家科学奖章。此外他还是美国国家科学院院士。2005年获得伯格曼奖以表彰他在实分析、复分析以及调和分析领域的贡献。2012年成为美国数学学会会士。

## 个人生活
1959年施泰因与Elly Intrator结婚，他的妻子曾是二战中的犹太难民。他们育有两个孩子，卡伦与杰里米。儿子杰里米是哈佛大学经济系教授，在2011年曾被奥巴马总统任命为联邦储备委员会理事。

## 著作
- Stein, Elias. . Princeton University Press. 1970. ISBN 0-691-08079-8.
- Stein, Elias. . Princeton University Press. 1970. ISBN 0-691-08067-4.
- Stein, Elias; Weiss, Guido. . Princeton University Press. 1971. ISBN 0-691-08078-X.
- Stein, Elias. . Princeton University Press. 1971. ISBN 0-300-01428-7.
- Nagel, Alexander. . Princeton University Press. 1979. ISBN 978-0-691-08247-9.[2]
- Stein, Elias. . Princeton University Press. 1993. ISBN 0-691-03216-5.[3]
- Stein, Elias; Shakarchi, R. . Princeton University Press. 2003. ISBN 0-691-11384-X.
- Stein, Elias; Shakarchi, R. . Princeton University Press. 2003. ISBN 0-691-11385-8.
- Stein, Elias; Shakarchi, R. . Princeton University Press. 2005. ISBN 0-691-11386-6.
- Stein, Elias; Shakarchi, R. . Princeton University Press. 2011. ISBN 0-691-11387-4.